# Belisana nahtanoj
Belisana nahtanoj är en spindelart som beskrevs av Huber 2005. Belisana nahtanoj ingår i släktet Belisana och familjen dallerspindlar.
Artens utbredningsområde är Sulawesi. Inga underarter finns listade.